# شهرستان ایوانفو
شهرستان ایوانفو (به بلغاری: Ivanovo Municipality) یک شهرستان در بلغارستان است که در استان روسه واقع شده‌است. شهرستان ایوانفو ۴۹۵٫۴۵ کیلومتر مربع مساحت و ۱۰٬۳۳۹ نفر جمعیت دارد.